# Mihail Mărcuș
Mihail Mărcuș, ortografiat în unle surse ca Mihai,  (n. 1876, Jula, Békés, Ungaria – d. 1949, Timișoara, România) a fost delegat la Marea Adunare Națională de la Alba Iulia de la 1 decembrie 1918, din partea cercului Orosháza, județul Mureș, organismul legislativ reprezentativ al „tuturor românilor din Transilvania, Banat și Țara Ungurească”, cel care a adoptat hotărârea privind Unirea Transilvaniei cu România, la 1 decembrie 1918.

## Biografie
Mihail Mărcuș  a terminat Facultatea de Drept din Budapesta. După anul 1922, a fost prefectul județului Arad dar și directorul filialei Arad  Băncii Naționale a României. A decedat la Timișoara, în anul 1949.

## Activitate politică
A fost membru al P.N.R. și delegat din partea cercului Giula, comitatul Bichiș (județul Mureș) la Marea Adunare Națională de la Alba Iulia din 1 decembrie 1918.